# إدي بيرس
إدي بيرس (بالإنجليزية: Eddie Pearce)‏ هو لاعب غولف أمريكي، ولد في 16 مارس 1952 في فورت مايرز في الولايات المتحدة.

## وصلات خارجية
- إدي بيرس على موقع رابطة لاعبي الغولف المحترفين (الإنجليزية)